# Norn
Norn (ISO 639-3: nrn; norrœna), izumrli zapadnoskandinavski jezik šire sjevernogermanske skupine. Norn je varijanta staronorveškog koja se govorio na otocima Shetland i Orkney do oko 15. stoljeća, kada su otoci pripojeni Škotskoj (1468.), u današnjoj Velikoj Britaniji. 
Ovaj jezik slično kao i ferojski i islandski nastao je naseljavanjem norveških vikinga koji su na Orkney i Shetland došli u 8. i 9. stoljeću. Škotifikacijom otočja Orkney, nornski se očuvao tek u ruralnim područjima još nekih narednih 300 godina ili nešto kasnije, a potpuno je nestao u ranom 19. stoljeću do kada je njime na otocima Orkney znalo govoriti još nekoliko starijih ljudi.

## Vanjske poveznice
- Ethnologue (14th)
- Ethnologue (15th)
- Ethnologue (16th)
- The Norn Language  Arhivirana inačica izvorne stranice od 25. prosinca 2009. (Wayback Machine)